# د کلیک فایو
د کلیک فایو (به انگلیسی: The click five) (به اختصار TC5) یک گروه موسیقی راک آمریکایی از بوستون، ماساچوست بود.
بیشتر اعضای اصلی آن دانشجویان کالج موسیقی برکلی بودند، در ۱ ژانویه ۲۰۰۴، و در سالن‌های مختلف محلی ایفا کرده‌است.
آنها سپس به سرعت مورد توجه مؤسسه استعدادیابی وین شارپ واقع شد.
کلیک فایو اولین ضبط خود را که یک نسخه آزمایشی دو ترانه است، در اوایل سال ۲۰۰۴ پس از تور موفقیت‌آمیز محلی انجام داد.
بعد از جدا شدن اریک دیل، خواننده اصلی کلیک فایو، گروه را ترک کرد، توسط کایل پاتریک جایگزین شد.
این گروه در ابتدا به دلیل آوازهای پاپ پاور و برای تصویر عمومی مبتنی بر مد، شامل لباس‌های تیز و کراوات همراه با مدل موهای موپتوپ معروف بود، که به عمد یادآور گروه بیتلز یا The Dave Clark Five است.
آنها همچنین به عنوان پاپ پانک و تین پاپ طبقه‌بندی شده‌اند. آنها با اولین آلبوم خود در آمریکا به موفقیت تجاری قابل توجهی دست یافتند و انتشار دوم آنها با استقبال شدید در کشورهای آسیایی مانند کامبوج و فیلیپین روبرو شد. درمجموع، این گروه دو میلیون آلبوم در سراسر جهان به فروش رسانده‌است و هشت تک آهنگ در هفت کشور مختلف ایجاد کرده‌است.
این گروه در سال ۲۰۰۷ در فیلم دزدیدن پنج! با آلونا تال، دانیلا مونه و کریستی کارلسون رومانو ایفای نقش کرده‌اند.

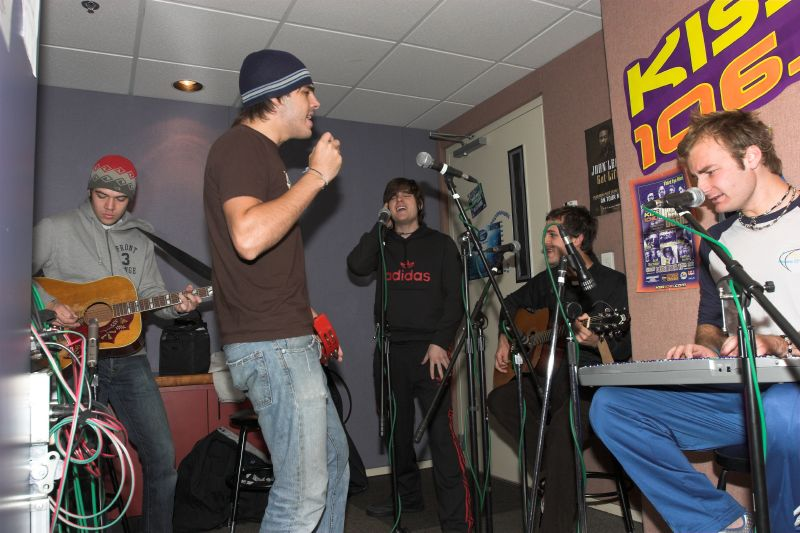
کلیک فایو در اواخر سال ۲۰۰۵ در استودیو

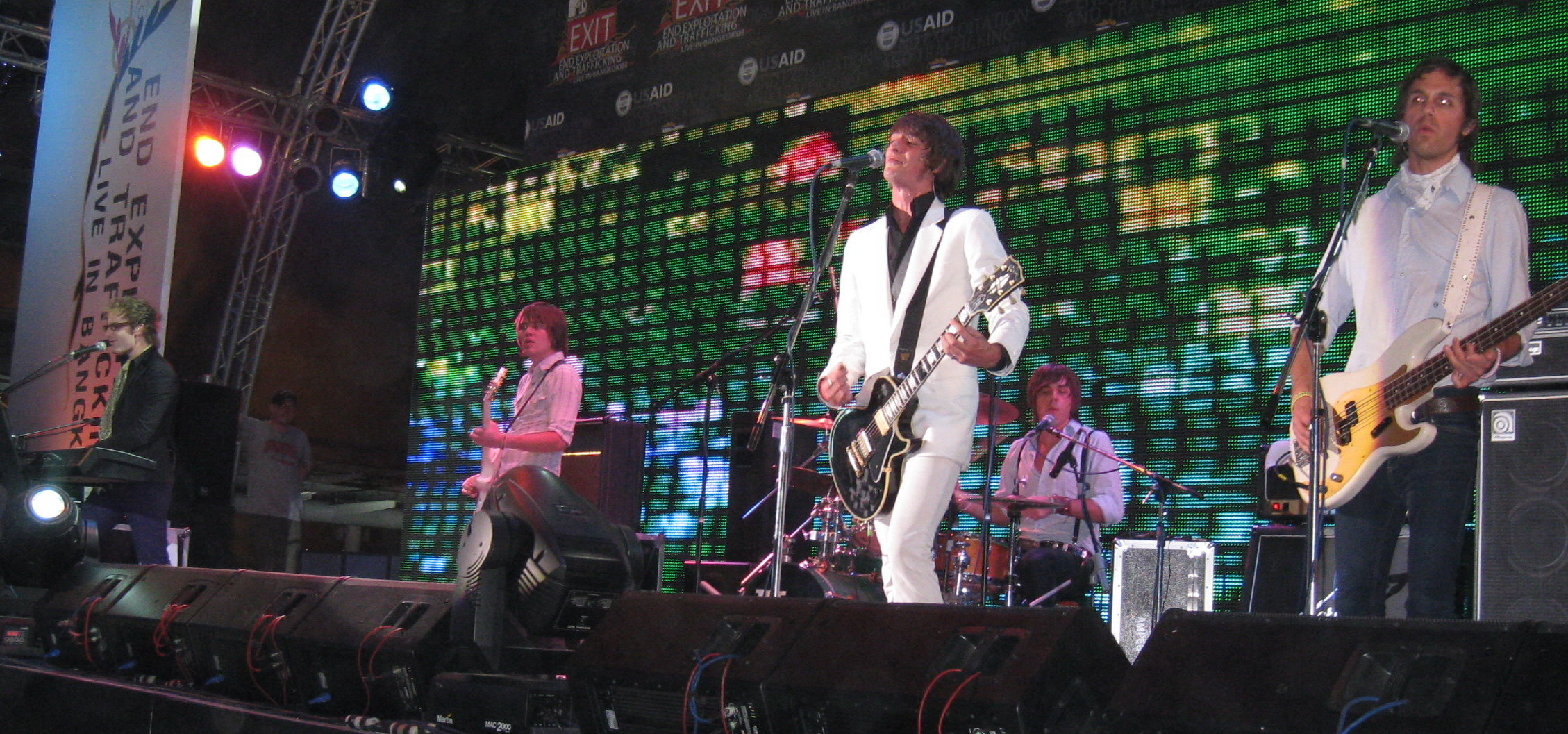
گروه موسیقی MTV EXIT در دسامبر

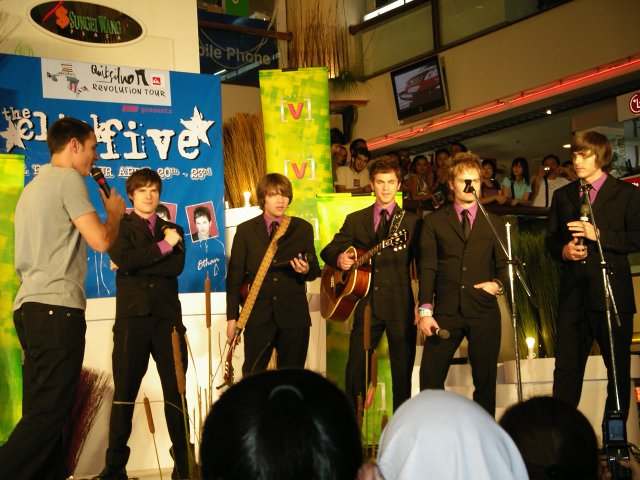
کلیک فایو در آوریل ۲۰۰۶ در کوالالامپور

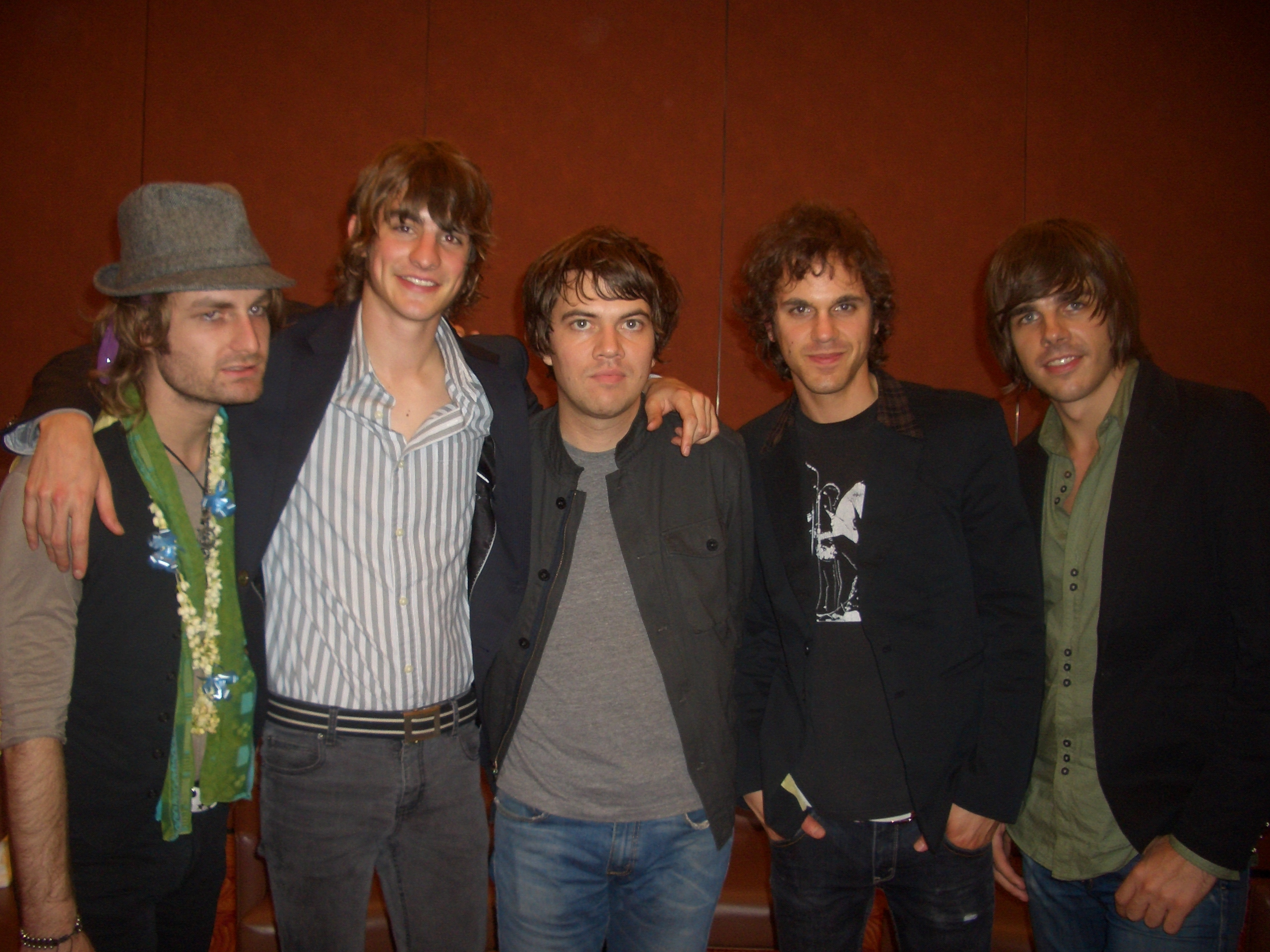
کلیک فایو در کنفرانس مطبوعاتی مه ۲۰۰۸

## اعضای گروه
- اریک دیل - آواز تکی و آواز پس زمینه و گیتار ریتم (۲۰۰۴–۲۰۰۷)
- کایل پاتریک - واز تکی و آواز پس زمینه و گیتار ریتم (۲۰۰۷–۲۰۱۳)
- جو گوس- واز تکی و آواز پس زمینه (۲۰۰۴–۲۰۱۳)
- بن رومانس- سینت سایزر و آواز پس زمینه (۲۰۰۴–۲۰۱۳)
- ایتن منتزر - گیتار باس و آواز پس زمینه (۲۰۰۴–۲۰۱۳)
- جویی زهر - طبل (۲۰۰۴–۲۰۱۳)

## دیسکوگرافی

### آلبوم‌های استودیویی
| با سلام از خانه ایمری                       | - منتشر شد: ۱۶ اوت ۲۰۰۵ - برچسب: گدازه، اقیانوس اطلس - قالب‌ها: CD , Digital                           | ۱۵  |
| ذهن و تفریح مدرن                            | - منتشر شده: ۲۶ ژوئن ۲۰۰۷ - برچسب: گدازه، اقیانوس اطلس - قالب‌ها: CD , Digital                         | ۱۳۶ |
| TCV                                         | - منتشر شده: ۱۶ نوامبر ۲۰۱۰ - برچسب: گروه موسیقی وارنر (آسیا)، لوژینکس (اروپا) - قالب‌ها: CD , Digital | -   |
| "-" نسخه‌هایی را نشان می‌دهد که نمودار نبودند | |     |

### آلبوم چندآهنگه
- فرشته به تو (شیطان به من) (۲۰۰۵)
- زندگی در بول موس (۲۰۰۶)

### تک آهنگ
| سال  | عنوان                            | موقعیت‌های نمودار اوج | موقعیت‌های نمودار اوج | موقعیت‌های نمودار اوج | موقعیت‌های نمودار اوج | موقعیت‌های نمودار اوج | آلبوم                                            |
| سال  | عنوان                            | ایالات متحده         | پاپ ۱۰۰              | آهنگهای دیجیتال داغ  | ۴۰ جریان اصلی        | پاپ ۱۰۰ پخش          | آلبوم                                            |
| ---- | -------------------------------- | -------------------- | -------------------- | -------------------- | -------------------- | -------------------- | ------------------------------------------------ |
| ۲۰۰۵ | "فرشته بر تو (شیطان به من)"      | -                    | -                    | -                    | -                    | -                    | با سلام از خانه ایمری                            |
| ۲۰۰۵ | " فقط دختر "                     | 11                   | ۸                    | ۱                    | ۱۸                   | ۲۱                   | با سلام از خانه ایمری                            |
| ۲۰۰۵ | " گرفتن موج خود را "             | ۱۰۸                  | ۶۸                   | -                    | ۳۷                   | ۴۷                   | با سلام از خانه ایمری                            |
| ۲۰۰۶ | "شاهزاده خانم پاپ"               | -                    | -                    | -                    | -                    | -                    | با سلام از خانه ایمری                            |
| ۲۰۰۶ | "بگو شب بخیر"                    | -                    | -                    | -                    | -                    | -                    | با سلام از خانه ایمری                            |
| ۲۰۰۷ | " جنی "                          | -                    | -                    | -                    | -                    | -                    | ذهن و تفریح مدرن                                 |
| ۲۰۰۷ | " خالی "                         | -                    | -                    | -                    | -                    | -                    | ذهن و تفریح مدرن                                 |
| ۲۰۰۷ | " تولدت مبارک "                  | -                    | -                    | -                    | -                    | -                    | ذهن و تفریح مدرن                                 |
| ۲۰۰۸ | " Flipside "                     | -                    | -                    | -                    | -                    | -                    | ذهن و تفریح مدرن                                 |
| ۲۰۰۹ | "من می‌روم! من می‌روم! من می‌روم! " | -                    | -                    | -                    | -                    | -                    | TCV                                              |
| ۲۰۱۰ | "راهی که پیش می‌رود"              | -                    | -                    | -                    | -                    | -                    | TCV                                              |
| ۲۰۱۰ | " اجازه نده من بروم "            | -                    | -                    | -                    | -                    | -                    | TCV                                              |
| ۲۰۱۱ | "فضای زمان عاشقانه"              | -                    | -                    | -                    | -                    | -                    | ما با هم تنها نیستیم {{سخ}} (گردآوری امداد ژاپن) |